# Cartirana
Cartirana – miejscowość w Hiszpanii, w Aragonii, w prowincji Huesca, w comarce Alto Gállego, w gminie Sabiñánigo, 53 km od miasta Huesca.
Według danych INE z 1999 roku miejscowość zamieszkiwało 48 osób. Wysokość bezwzględna miejscowości jest równa 857 metrów.